# Cameron Long
Cameron Long (Palm Bay, Florida, 24 de abril de 1990) es un jugador de baloncesto estadounidense que actualmente juega en el Maccabi Rishon LeZion de la liga israelí. Mide 1,93 metros, y juega en la posición de escolta.

## Trayectoria deportiva
Es un jugador formado durante cuatro temporadas en los George Mason Patriots. Tras no ser elegido en el Draft de la NBA de 2011, Long comenzó su carrera profesional con el equipo lituano del Šiauliai. Durante esa temporada, Long participó en el LKL Slam Dunk Contest como parte del evento LKL All-Star.
El 25 de junio de 2012, Long firmó con el equipo francés  Le Mans para la temporada 2012-13.
El 13 de julio de 2013, Long firmó un contrato de dos años con el equipo alemán ratiopharm Ulm. Esa temporada, Long ayudó a Ulm a llegar a la Final de la Copa Alemana. Desafortunadamente, el 10 de julio de 2014, Ulm se separó de Long debido a una lesión.
El 28 de julio de 2015, Long regresó a Alemania y firmó con s.Oliver Würzburg para la temporada 2015-16.
El 14 de junio de 2016, Long firmó con el equipo rumano Steaua Bucureşti para la temporada 2016-17. Sin embargo, el 9 de marzo de 2017, Long se separó de Steaua y firmó con el equipo israelí  Maccabi Rishon LeZion por el resto de la temporada. Long ayudó a Rishon LeZion a llegar a la final de la Superliga de Israel 2017.
El 23 de julio de 2017, Long firmó con  Maccabi Ashdod para la temporada 2017-18. 